# Theresa Ahearn
Theresa Ahearn (* als Theresa Scott, 1. Mai 1951 in Waterford, County Waterford; † 20. September 2000 in Dublin) war eine irische Politikerin der Fine Gael. Sie war im Oireachtas von 1989 bis 2000 Mitglied des Dáil Éireann. 
Theresa Ahearn wuchs in Golden auf und studierte nach der Schule am University College Dublin Geschichte, Mathematik und Wirtschaftswissenschaften und am St. Patrick’s College an der Maynooth University Höheres Lehramt. Sie war als Mathematiklehrerin in Clonmel tätig. 1983 wurde sie in den South Tipperary County Council gewählt und hielt den Sitz bis zu den Kommunalwahlen 1999. 1989 wurde sie im Wahlkreis Tipperary South in den Dáil Éireann gewählt und konnte den Sitz bei den Wahlen 1992 und Wahlen 1997 verteidigen. Ahearn starb nach langer Krebserkrankung im Krankenhaus Mount Carmel Community Hospital.

## Privates
Theresa Ahearn war mit dem Landwirt Liam Ahearn seit 1981 verheiratet und hatte mit ihm vier Kinder, darunter der Politiker Garret Ahearn.